# 한신정
한신정(1971년 9월 16일 ~ )은 한국의 여자 성우다. 2000년 온미디어 성우극회 4기로 입사했다.

## 애니메이션 출연작
굵은 글씨는 메인 캐릭터.

### 투니버스
- 7인의 나나 (투니버스) - 나나치
- AD 폴리스 (투니버스) - 초이
- D4 프린세스 (투니버스) - 비터 카린
- 그 남자! 그 여자! (투니버스) - 이주혜
- 기어파이터 샤이닝 (투니버스) - 강은하
- 꼬마 마법사 레미 비밀편 (투니버스) - 또미 / 죠엘 / 석이 / 재민
  - 꼬마 마법사 레미 비바체 (투니버스) - 또미 / 경희 / 로라 / 아림 / 석이 / 오문이 / 재민 / 미나
- 꽃보다 남자 (투니버스) - 윤지(아사이 3인조)
- 나나 6/17 (투니버스) - 김민지
- 나루토 (투니버스) - 텐텐 / 코노하마루
- 나루토 질풍전 (투니버스) - 텐텐
- 다!다!다! (투니버스) - 한소미
  - 다!다!다! 2기 (투니버스) - 한소미
- 달려라 이다텐 (투니버스) - 강마루
- 떴다! 방울이(투니버스) - 팽이
- 레고프렌즈 (투니버스) - 안드레아
- 레이브(투니버스) - 카틀레아
- 로도스도 전기 OVA(투니버스) - 피안나 공주
- 로봇전사 감마 (투니버스) - 시연
- 메르헤븐 (투니버스) - 은설 / 스노우
- 메이저 3기 (투니버스) - 서영민
- 명탐정 코난 (투니버스) - 서가영(토야마 카즈하)
- 무적왕 트라이제논 (투니버스) - 에나
- 미도리의 나날 (투니버스) - 츠키시마 시오리 / 신교지 코타
- 미이라왕 투탕 (투니버스) - 투탕
- 배틀짱 (투니버스) - 카무이 롯소
- GO GO 다섯쌍둥이 (투니버스) - 한소미 / 이미나 / 정호만
- 신의 괴도 잔느 (투니버스) - 최서희
- 아따맘마 (투니버스) - 승민 엄마, 상지, 달래, 아나운서
  - 새로운 아따맘마 (투니버스) - 승민엄마
- 아즈망가 대왕 (투니버스) - 봉주연
- 에어 (애니맥스) - 카미오 하루코
- 우주인 타로 (투니버스) - 리카
- 은혼 (투니버스) - 아네
- 이트맨98 (투니버스) - 프랑솨와즈
- 전설의 마법 쿠루쿠루 (투니버스) - 풀의 정령 출동! 메가트레인 (투니버스) - 웨스트
- 카레이도 스타 (투니버스) - 미아 기엠
- 캐릭캐릭 체인지 (투니버스) - 유이
  - 캐릭캐릭 체인지 두근두근 (투니버스) - 유이
  - 캐릭캐릭 체인지 파티 (투니버스) - 유이
  - 쾌걸 조로리 (투니버스) - 노시시
    - 쾌걸 조로리 2기 (투니버스) - 노시시

  - 크르노 크루세이드 (투니버스) - 안나
  - 투하트 (투니버스) - 상미
  - 제로의 사역마 ~삼미희의 윤무 (투니버스) - 타바사 / 몽모라시
  - 하얀마음 백구 (투니버스)
  - 학교괴담 (투니버스) - 나누리 / 노현아
  - 학원 앨리스 (투니버스) - 예지 / 민호영
  - 행복한 세상의 족제비 (투니버스) - 조용희 / 고은심 / 모지란
  - 나의 파트라슈 (투니버스) - 레나 선생님
  - 외면하는 아이들 (투니버스) - 전철
  - 별나라친구 올리 (투니버스) - 벵키
  - 초광속 그랜돌 (투니버스)
  - 천방지축 이나탁구부 (투니버스)
  - 말괄량이 마법학교 (투니버스) - 모드
  - 이트맨 98 (투니버스) - 프랑소와
  - 체포하겠어 (투니버스)
  - 최유기 리로드 (투니버스) - 아이 엄마
  - 날아라 호빵맨 (투니버스) - 아가 외계인
  - 테니스의 왕자 (투니버스) - 사토시
  - 탐정학원 Q (투니버스) - 가가미
  - 록맨 에그제 스트림 (투니버스) - 한나
    - 록맨 에그제 엑서스 (투니버스) - 한나

  - 몬스터 (투니버스) - 클라라
  - 나루토 질풍전 극장판 - 블러드 프리즌 (투니버스) - 텐텐
  - 미소의 세상 (투니버스) - 초롱 / 환이 엄마
    - 미소의 세상 스페셜 (투니버스) - 초롱

  - 아가사 크리스티의 명탐정 포와로와 마플 (투니버스) - 매기 어머니
  - 에어마스터 (투니버스)
  - 바이스 크로이츠 (투니버스) - 꽃집 할머니
  - 나루토 SD - 록 리의 청춘 닌자전 (투니버스) - 텐텐 / 코노하마루
  - 웨딩피치 (투니버스) - 파자마
  - 흑마녀 나가신다 (투니버스)
- (구) 퀴니 슈퍼갤즈 (퀴니) - 야마자키 미유
  - 슈퍼갤즈 2기 (퀴니) - 야마자키 미유

### KBS
- 유후와 친구들 시즌1 시즌2 시즌3 (KBS) - 츄우
- 바다소년 오대양 (KBS) - 테리
- WHY? - 엄지 임박사 잼쿵

### 타사
- DARKER THAN BLACK -흑의 계약자- (애니맥스) - 카시와기 마이
- Let's go & Max (재능방송) - 강태우
- 건퍼레이드 오케스트라 (애니맥스) - 사이토 나츠코
- 교향시편 유레카7 (애니맥스) - 사쿠야
- 던전 앤 파이터(챔프) - 록시
- 데스노트(애니원) - 야가미 사유
- 마법 냐옹이 타루토 (애니맥스) - 이나리 / 키나코
- 열대펭귄 페닝 (MBC) - 멜로디
- 우리는 명탐정 (MBC)
- 난다 난다 니얀다 (재능방송) - 브라보 / 여학생
- 제로의 사역마 (애니맥스) - 타바사 / 몽모라시
- 제로의 사역마 ~쌍월의 기사~ (애니맥스) - 타바사 / 몽모라시
- 제비뽑기 언벨런스 OVA (애니맥스) - 토키노
- 페콜라 (MBC) - 코코
- 프리큐어 Splash Star (애니원) - 무프 / 보라 엄마 / 찬우 엄마
- 닌자의 왕 (애니맥스) - 쿠로오카노 시지마
- 흑신 (애니박스) - 사노 아카네
- 초성신 그란 세이저 (챔프) - 사오토메 란 / 경리 / 마요 / 마스미
- 스피릿 오브 원더 - 소년과학클럽 (투니버스)
- B-로봇 가브타크 (재능TV) - 기유준 / 오나희
- 베이비짱 (퀴니) - 해설 / 엄마 / 쵸로삐
- 캡틴 날개 (스페이스툰) - 한날개
- 오프사이드 (스페이스툰) - 이태훈
- 델토라 퀘스트 (애니맥스) - 소년 자드
- 노다메 칸타빌레 (애니맥스) - 스가누마
- 엄마 까투리 (EBS) - 막둥이 / 선돌 / 초리
- 마당을 나온 암탉 (SBS) - 아기 초록 / 집오리 도
- 빨간 머리 앤 - 그린 게이블로 가는 길 - 블루엣 부인
- 상상 속 친구들의 모험 : 몬스터들의 집 (카툰네트워크) - 프랭키
  - 상상 속 친구들의 모험 : 월트를 찾아서 (카툰네트워크) - 프랭키
- 파페포포 (SBS) - 포포 친구

### 영화 더빙 애니메이션
- 명탐정 코난 극장판 3기 - 세기말의 마술사 - 서가영(토야마 카즈하)
- 명탐정 코난 극장판 13기 - 칠흑의 추적자 - 서가영(토야마 카즈하)
- 명탐정 코난 극장판 14기 - 천공의 난파선 - 서가영(토야마 카즈하)
- 명탐정 코난: 진홍의 연가 - 서가영(토야마 카즈하)
- 명탐정 코난: 100만 달러의 오릉성 - 서가영(토야마 카즈하)
- 언더독 - 추어탕집 주인 / 순심이
- 폼포코 너구리 대작전
- 천재 강아지 미스터 피바디 - 패티 피터슨

### 게임 더빙
- 아크 더 래드 - 마루
- 용기전승3 - 에리스 문미라쥬
- 반숙영웅 VS 3D (PS2)
- 스윙 - 골프 팡야 2nd 샷! (Wii) - 티키
- 사이퍼즈 - 밤의 여왕 트리비아 / 재앙의 나이오비
- 마비노기 영웅전 - 아리샤
- 쿠키런:킹덤 - 목화맛 쿠키

## OST
- WHY? 오프닝 홍범기 삽입곡 함께 불러 한다